# McDonnell F-101 Voodoo
Il McDonnell F-101 Voodoo era un caccia bimotore a getto prodotto dall'azienda statunitense McDonnel Aircraft ed impiegato dalla fine degli anni cinquanta fino al 1984 (in Canada).
Derivato dal progetto XF-88 Voodoo per un caccia di scorta, è stato un potente bireattore multiruolo; nacque con qualche anno di anticipo per rivelarsi pienamente maturo per le esigenze del volo a Mach 2.
Ha avuto successo soprattutto come ricognitore ed ha costituito un'importante piattaforma di studio per la genesi dell'F-4 Phantom II.
Dotato di missili AIM-4 Falcon, volava a Mach 1,88 e possedeva un raggio operativo molto elevato, ma fu assillato da problemi di maneggevolezza ed affidabilità, solo con il tempo risolti.
Per un certo periodo, comunque, è stato uno dei caccia standard della difesa del Nord America ed ha operato con compiti di ricognizione su Cuba e in Vietnam; venne impiegato anche dall'aviazione canadese e fu usato dai taiwanesi sulla Cina per rischiose missioni di ricognizione.

## Storia

### Sviluppo
La nascita del Voodoo risultò particolarmente travagliata tanto che dovettero trascorrere ben nove anni tra il primo progetto (1945) e la definitiva configurazione operativa (1954).
Questa lunga attesa è principalmente da attribuire alle incertezze nei vertici dell'USAF in merito alla definizione delle specifiche ed al ruolo da assegnare al velivolo, tanto che in un primo momento il progetto venne abbandonato (era il 1950 ed il velivolo portava la sigla XF-88).
Nel febbraio del 1951 l'USAF emise una nuova specifica (GOR-101: General Operation Requirement 101) per un caccia a lungo raggio, da impiegare come scorta per i B-36. Dei cinque progetti presentati (Lockheed, North American, Northrop, Republic e McDonnell) venne scelto quello della McDonnell che, basato sostanzialmente sull'incremento delle dimensioni dell'XF-88, venne approvato nell'ottobre dello stesso anno e designato F-101.
Lo sviluppo del progetto subì comunque un nuovo ritardo a seguito della conclusione dell'armistizio nella guerra di Corea, dato che l'USAF decise di rimandare la disponibilità dei fondi stanziati al 1954.
Finalmente il 29 settembre 1954, sulla base di Edwards, si ebbe il primo volo del prototipo del Voodoo che fece registrare, pur in leggera picchiata, il superamento della velocità del suono. Alla fine di quello stesso anno, altri tre prototipi vennero inseriti nel programma delle prove di volo e si stimò che il velivolo sarebbe divenuto operativo all'inizio del 1957.

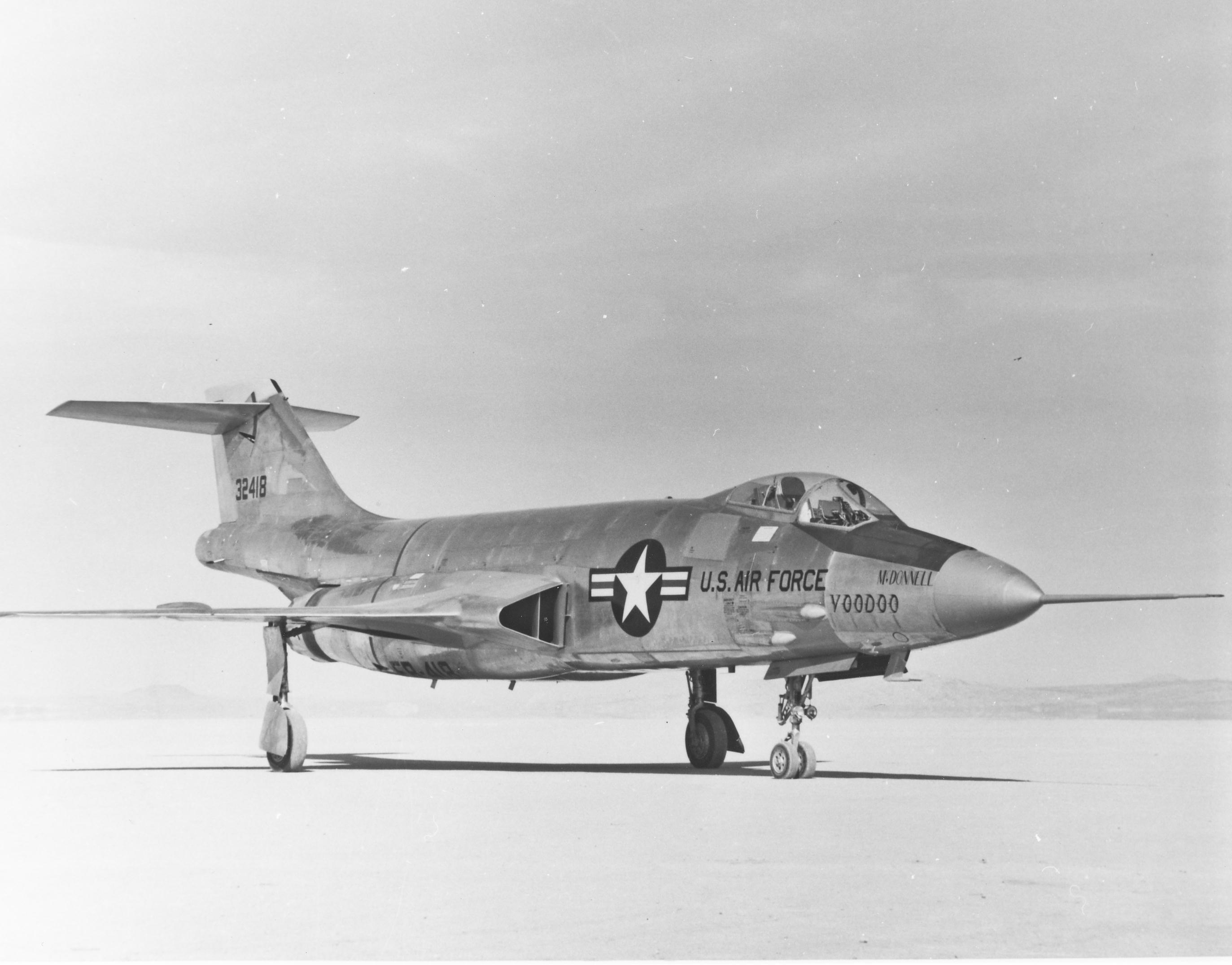
Il primo F-101A sulla pista della base di Edwards.

Tuttavia le vicissitudini del Voodoo non erano terminate ed i collaudi misero in luce alcune gravi problematiche: i motori (Pratt & Whitney J57-P-13) erano soggetti a stalli al compressore mentre la cellula dimostrò scarsa stabilità longitudinale, con la tendenza ad assumere assetti cabrati (con conseguenze spesso disastrose).
Nel corso del 1956 vennero decise importanti modifiche alla cellula che, sostanzialmente, prevedevano l'incremento della capacità di resistenza fino a coefficienti di carico di 7,3 g (dai precedenti 6,3); inoltre, per quanto riguarda gli esemplari fino ad allora già costruiti, si decise l'installazione di un inibitore attivo che risolveva il problema della tendenza a cabrare.
Nonostante tutti questi problemi, gli F-101 divennero effettivamente operativi il 2 maggio 1957 presso il 27° Strategic Fighter Wing, sulla base di Bergstrom (Texas), divenendo il più potente e pesante monoposto da combattimento mai impiegato dall'USAF.
Nel frattempo, come previsto dalla GOR 101, proseguirono i lavori di sviluppo sulla versione da ricognizione che, nel 1953, condussero alla richiesta di prototipi (denominati YRF-101A). Dopo il primo volo (maggio 1954), gli esemplari di serie comparvero nell'estate del 1956, distinguendosi unicamente per la conformazione della prua allungata per ospitare le apparecchiature fotografiche.
Questi velivoli divennero operativi nel maggio del 1957, assegnati al 363° Tactical Reconnaissance Wing, di base a Shaw presso Sumter (Sud Carolina).
Già alla fine del medesimo anno, sempre presso la base di Shaw, entravano in servizio (nel 432° TRW) gli RF-101C dotati di cellula migliorata.
Lo sviluppo dell'ultima variante del Voodoo venne da una proposta (del 1952) fatta dall'Air Defense Command di considerare gli F-101 nel ruolo di intercettori nel caso in cui i Convair F-106 non si fossero dimostrati all'altezza delle richieste. Inizialmente tale proposta non venne accettata dall'USAF (che di contro aumentò gli ordini per gli F-86D). Nel giugno del 1954 tuttavia l'USAF modificò le proprie opinioni e diede il benestare per la versione da caccia a lungo raggio e nel febbraio successivo emise un primo ordine per 28 velivoli (che presto salì fino a 96).
Il nuovo F-101B prevedeva la configurazione biposto in tandem: la postazione posteriore era destinata all'operatore al sistema radar e d'armamento (Radar Intercept Officer, RIO) come sarebbe avvenuto, qualche anno dopo, per i Phantom.
In questo caso il primo volo si svolse nel marzo del 1957 ed ai primi di gennaio del 1959, dopo un intenso programma di prove (che vide interessati anche 50 velivoli contemporaneamente in tre diverse basi di prova), gli F-101B entrarono in servizio presso il 60° Fighter Interceptor Squadron, operante dalla base di Otis (presso Cape Cod, nel Massachusetts).

### Impiego operativo

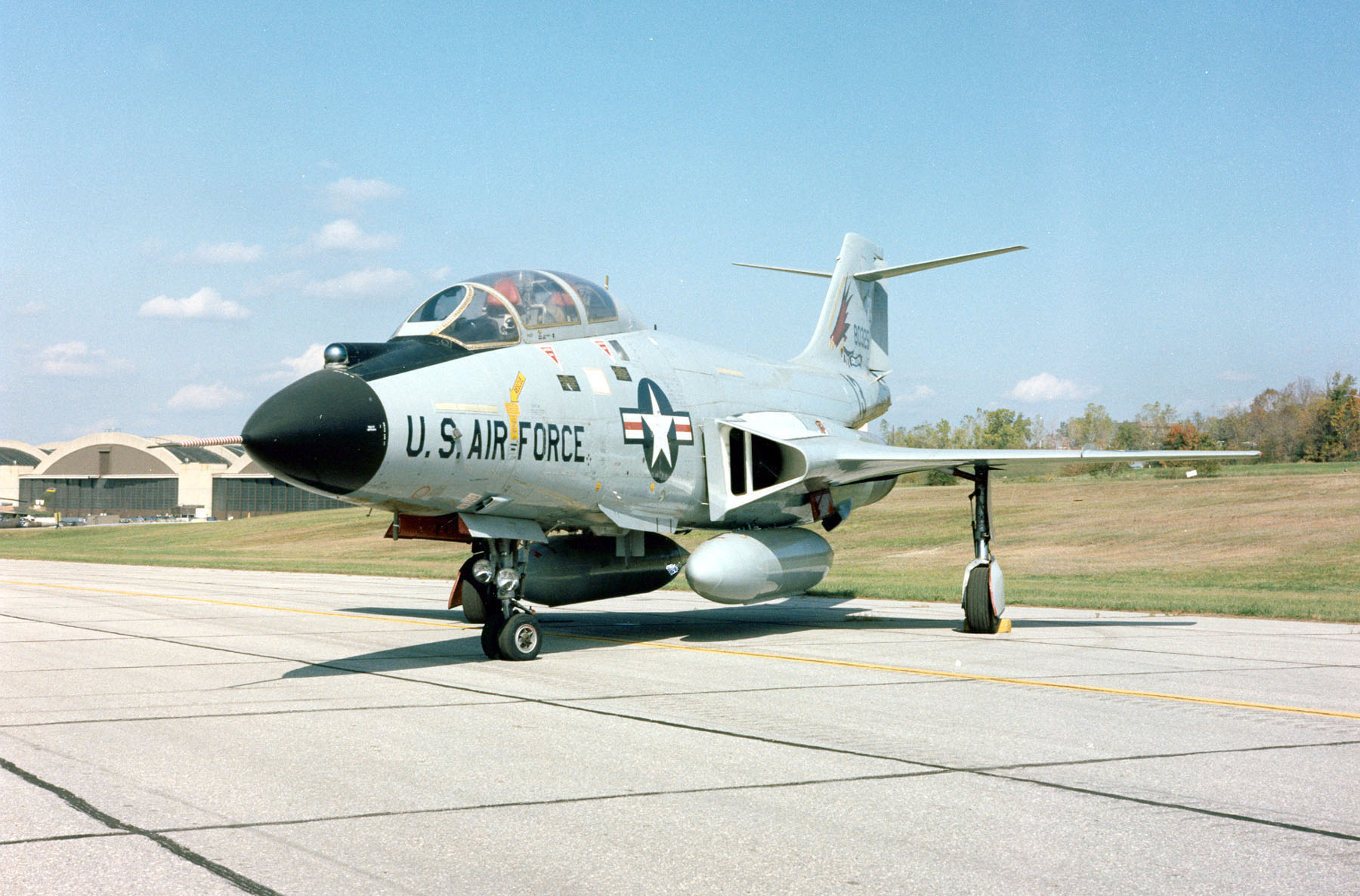
Un F-101B.

Quando ormai i problemi di natura tecnica sembravano essere sulla via della soluzione, nel corso dello stesso 1957 intervenne una mutazione nella visione strategica da parte dell'USAF: lo Strategic Air Command decise, in seguito all'entrata in servizio dei B-52, di dismettere tutti i propri velivoli da caccia. Gli F-101A vennero quindi presi in carico dal Tactical Air Command che, in ragione delle necessità previste per un ruolo tanto differente, non si mostrò davvero entusiasta del velivolo.
A seguito di questa mutazione di indirizzo strategico, il reparto operativo variò la denominazione in Tactical Wing.
Solamente 50 dei 77 Voodoo fino ad allora prodotti vennero assegnati ai reparti operativi e solo tra il 1958 ed il '59 venne trovata una collocazione più adeguata alle loro caratteristiche: in particolare la notevole autonomia divenne preziosa a seguito del trasferimento all'81° Tactical Fighter Wing dell'USAFE presso le basi di Bentwaters e Woodbridge nel Regno Unito.
Anche la seconda variante da caccia tattica del Voodoo, la F-101C, con la nuova cellula irrobustita per i 7,3 g, venne schierata in Europa (presso lo stesso reparto), dopo una breve assegnazione al 27° TFW basato in madre patria.
I Voodoo di questo reparto operarono fino al 1966 quando vennero sostituiti dai McDonnell Douglas F-4 Phantom II.
Gli RF-101A trascorsero gran parte della propria vita operativa presso la base di assegnazione iniziale nel Sud Carolina e solo alcuni esemplari furono consegnati all'aviazione di Taiwan.
Al contrario gli esemplari di RF-101C (la versione monoposto costruita in maggior numero), subito dopo la loro entrata in servizio vennero dispiegati in parte in Europa e parte nelle basi del Pacifico. In quest'ultimo teatro operativo i Voodoo diedero un considerevole contributo in termine di missioni di ricognizione nell'ottobre del 1962, nel corso della crisi dei missili di Cuba.
Gli RF-101C presero parte alla Guerra del Vietnam ed alla fine del 1964 si registrò la prima perdita avvenuta per una diretta azione nemica. Tra il 1969 ed il '70, in seguito al numero di perdite subite ed all'entrata in servizio dei Phantom gli RF-101C vennero ritirati dal servizio di prima linea. Molti degli esemplari rimasti integri vennero assegnati all'Air National Guard, dove rimasero in servizio ancora per quasi un decennio.

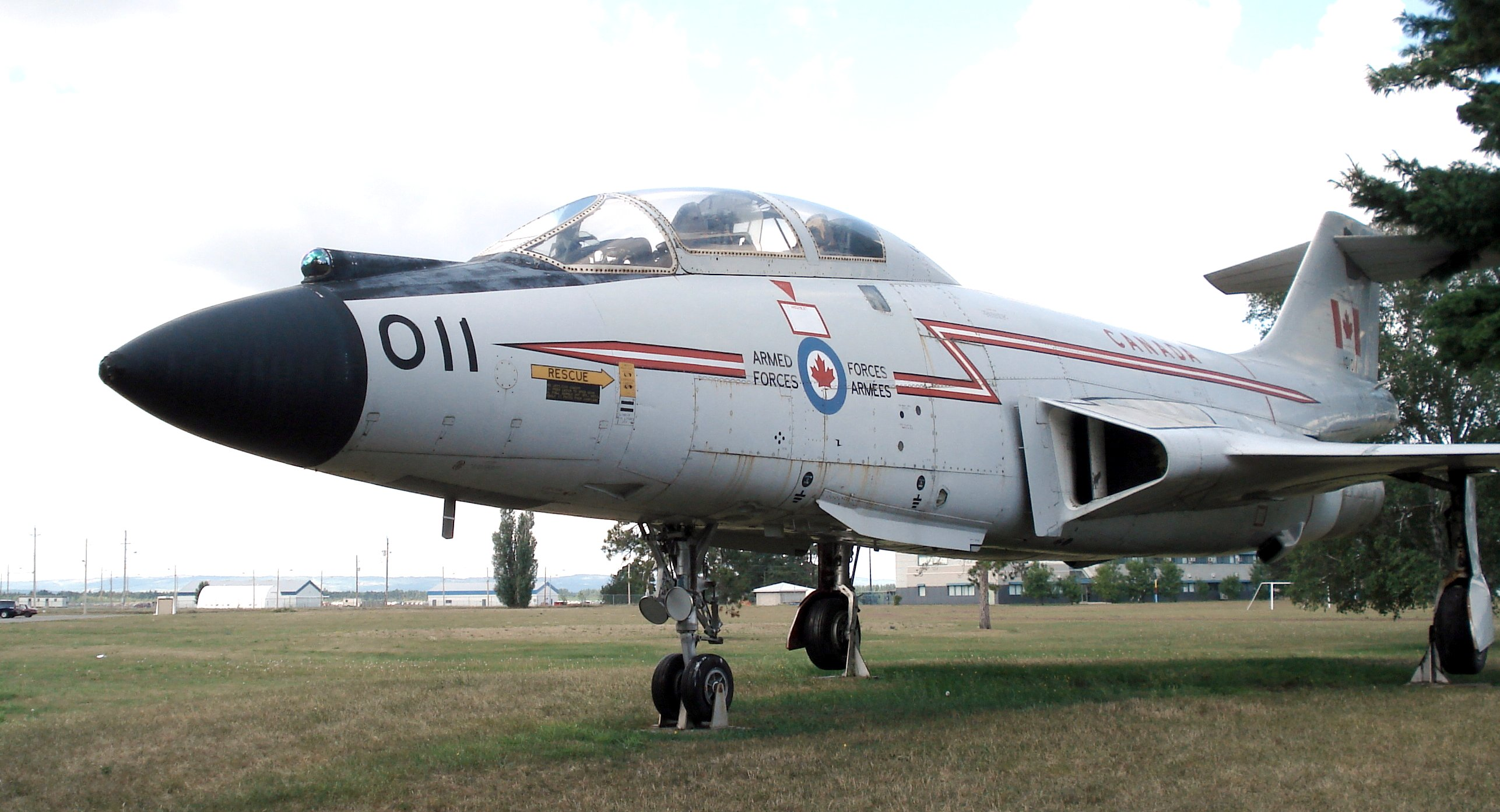
Primo piano di un CF-101.

Gli intercettori F-101B, malgrado alcuni problemi legati alla progettazione dell'abitacolo del "RIO" ed alla presenza di un sistema di controllo (lo Huges MG-13) superato per il tipo di velivolo, nel dicembre del 1960 equipaggiavano già ben 17 Squadron.
Nel corso della loro vita operativa gli F-101B subirono una serie di costanti aggiornamenti sia in merito all'armamento (vennero predisposti per l'impiego del razzo aria-aria AIR-2 Genie, a testata nucleare), sia nella dotazione di apparecchiature destinate a renderne più efficace l'utilizzo anche in teatri ostili muniti di sistemi di contromisure elettroniche.
Tra i vari problemi risolti con il tempo, merita un cenno la risoluzione dei problemi di stabilità longitudinale che per anni caratterizzarono i Voodoo, tanto da portare alla perdita di circa un quinto di tutti i velivoli entrati in servizio (ed in gran parte a causa di "viti" non controllabili).
Gli F-101B vennero radiati dall'Air Defense Command tra il 1968 ed il 1971 ed anche in questo caso molti velivoli vennero affidati all'Air National Guard che li impiegò fino al 1982.
Gli ultimi Voodoo ad essere ritirati dai reparti operativi furono i CF-101B del 416° Squadron dell'aviazione canadese che solo nel 1984 vennero rimpiazzati dai McDonnell Douglas F/A-18 Hornet.

## Descrizione tecnica

### Struttura
Monoplano ad ala media, aveva la cabina di pilotaggio posta in prossimità del muso che, soprattutto nelle versioni da caccia, si presentava piuttosto tozzo. Le prese d'aria per i motori, di forma triangolare, erano situate al bordo d'attacco dell'ala e presentavano le piastre di separazione dello strato limite, che sarebbero divenute una delle caratteristiche del successivo Phantom. I due motori avevano i terminali separati ed il cono dei postbruciatori era situato poco prima del pronunciato cono di coda che ospitava gli aerofreni e che terminava con impennaggi a T.

### Motore
I motori furono, per tutte le versioni prodotte, i Pratt & Whitney J57 nella variante P-13, capaci di una spinta di 64,5 kN che, dotati di postbruciatore con ugello a sezione variabile, conferivano al velivolo velocità superiori a 1 700 km/h.

### Armamento
Inizialmente i Voodoo erano dotati di 4 cannoni da 20 mm disposti lateralmente nel muso del velivolo; successivamente, ed in tempi diversi, in attacchi disposti sotto la fusoliera venne prevista la possibilità di installare armamento di caduta (in genere fino a due bombe da 2 000 lb, ma poteva essere impiegata la bomba atomica nucleare Mk 7 a caduta libera, della potenza di 1 megatone).
Per un certo periodo di tempo venne fatto impiego del razzo aria-aria a testata nucleare AIR-2 Genie.
Le versioni da ricognizione erano generalmente prive dei 4 cannoni nel muso.

## Versioni

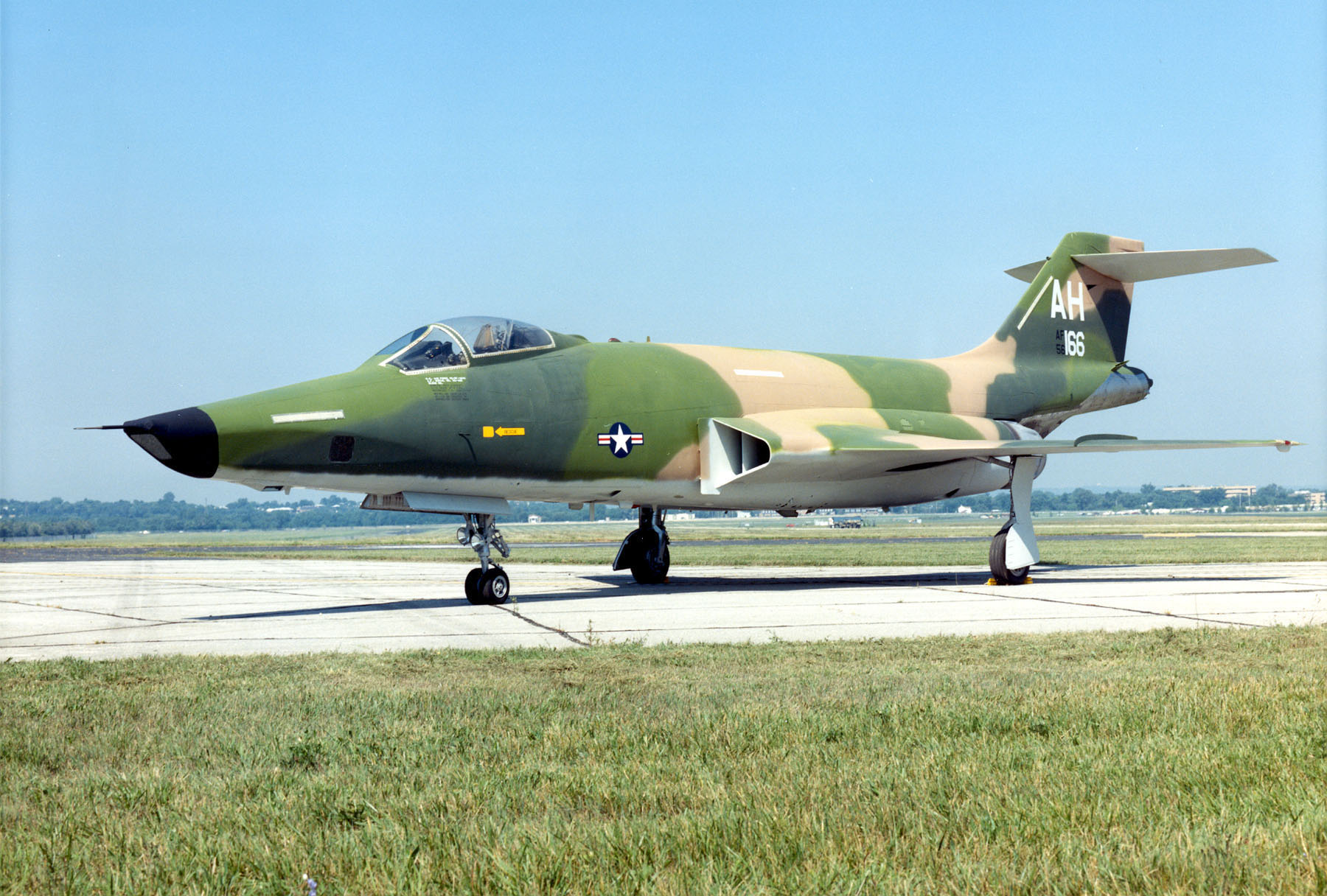
Un RF-101C.

- F-101A: versione destinata all'impiego come caccia tattico (prodotto in 77 esemplari);
- JF-101A: designazione assegnata ad almeno 7 esemplari, destinata a voli sperimentali; durante uno di questi, il 12 dicembre 1957 un JF-101A siglò il record mondiale di velocità con 1.942 km/h (1.207 mph) nell'ambito di un progetto definito "Operation Firewall", battendo il precedente record detenuto da un Fairey Delta 2;
- YRF-101A: definizione dei due prototipi della prima versione da ricognizione;
- RF-101A: versione da ricognizione tattica (costruita in 55 esemplari);
- F101-B: principale versione di produzione, destinata all'impiego come caccia intercettore; prodotta in 480 esemplari (ivi inclusi i modelli designati TF-101B/F-101F);
- CF-101B: designazione attribuita agli F-101B impiegati dall'aviazione canadese;
- JF-101B: nuova variante sperimentale (almeno un velivolo designato provvisoriamente con tale sigla);
- NF-101B: designazione definitiva della seconda variante sperimentale (almeno due esemplari);
- RF-101B: versione da ricognizione, ottenuta tramite la conversione di almeno 23 F101-B;
- TF-101B: prima variante con doppi comandi relativa alla versione F101-B;
- F-101C: versione definitiva per l'impiego come caccia tattico (47 velivoli costruiti);
- RF-101C: seconda versione per compiti di ricognizione (166 esemplari);
- F-101F: designazione alternativa attribuita alla variante con doppi comandi TF-101B;
- CF-101F: sigla attribuita ai modelli bicomando impiegati dall'aviazione canadese;
- RF-101G: versione da ricognizione ottenuta dalla trasformazione di almeno 25 F-101A;
- RF-101H: analoga trasformazione in ricognitori di almeno 32 esemplari di F-101C.

Dati tratti da L'Aviazione

## Utilizzatori
Canada
- Royal Canadian Air Force

 Taiwan
- Chung-Hua Min-Kuo K'ung-Chün

 Stati Uniti
- United States Air Force
- Air National Guard

### Pubblicazioni
- (EN) F-101B, in Characteristics Summary, 16 agosto 1960.
- (EN) Francillon, Réne J., It's Witchcraft: McDonnell's F-101 Voodoo, in Airpower, vol. 10, n. 3, maggio 1980.
- (EN) Kinsey, Bert, F-101 Voodoo, in Detail and Scale, vol. 21, 1986, ISBN 0-8306-8131-0.
- Sgarlato, Nico, F-101 Voodoo, in I Favolosi Anni Cinquanta, vol. 3.